# Millançay
 Millançay  es una población y comuna francesa, en la región de Centro, departamento de Loir y Cher, en el distrito de Romorantin-Lanthenay y cantón de Romorantin-Lanthenay-Nord.

## Demografía
| 856 | 743 | 606 | 669 | 629 | 667 | 759 |
| Para los censos de 1962 a 1999 la población legal corresponde a la población sin duplicidades (Fuente: INSEE [Consultar]) |     |     |     |     |     |     |